# 胡錫祜
胡錫祜（1836年12月4日—？），原名錫純，字樂伊，號心齋，一號新齋，四川省敘州府慶符縣人，清朝政治人物、進士出身。
咸豐八年戊午科四川鄉試第五十名舉人，光緒六年（1880年），庚辰科殿試登進士二甲第74名。同年五月改翰林院庶吉士。光緒九年四月，散館，著以知县即用。歷官高密縣知縣、平度州同知。